# Oxford Circus (London Underground)

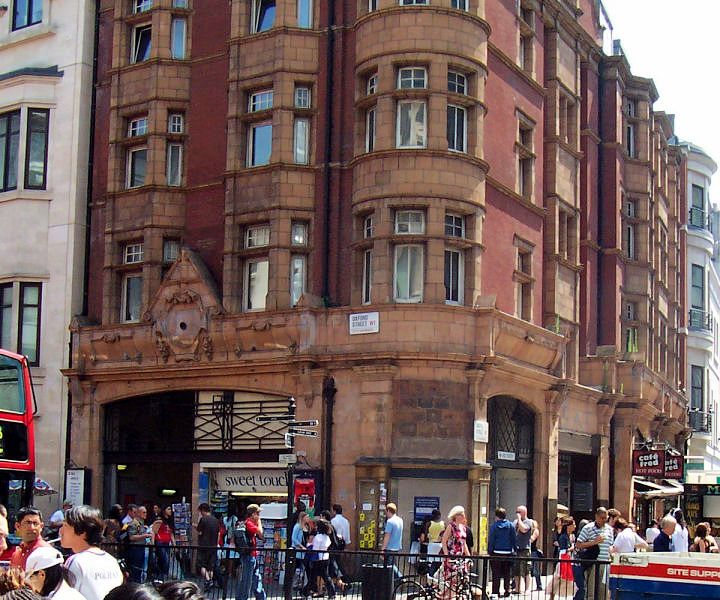
Stationsgebäude der Central Line

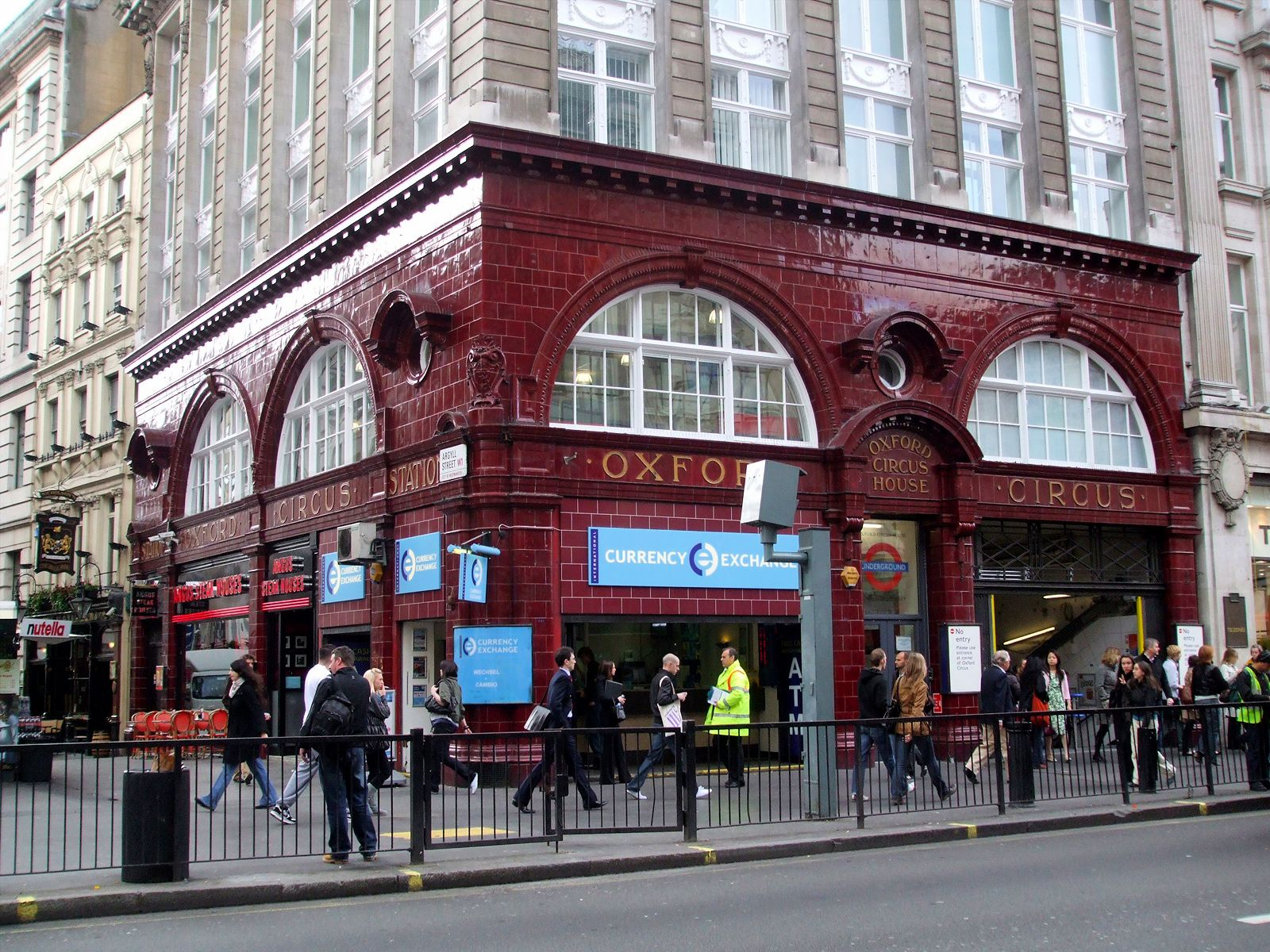
Stationsgebäude der Bakerloo Line

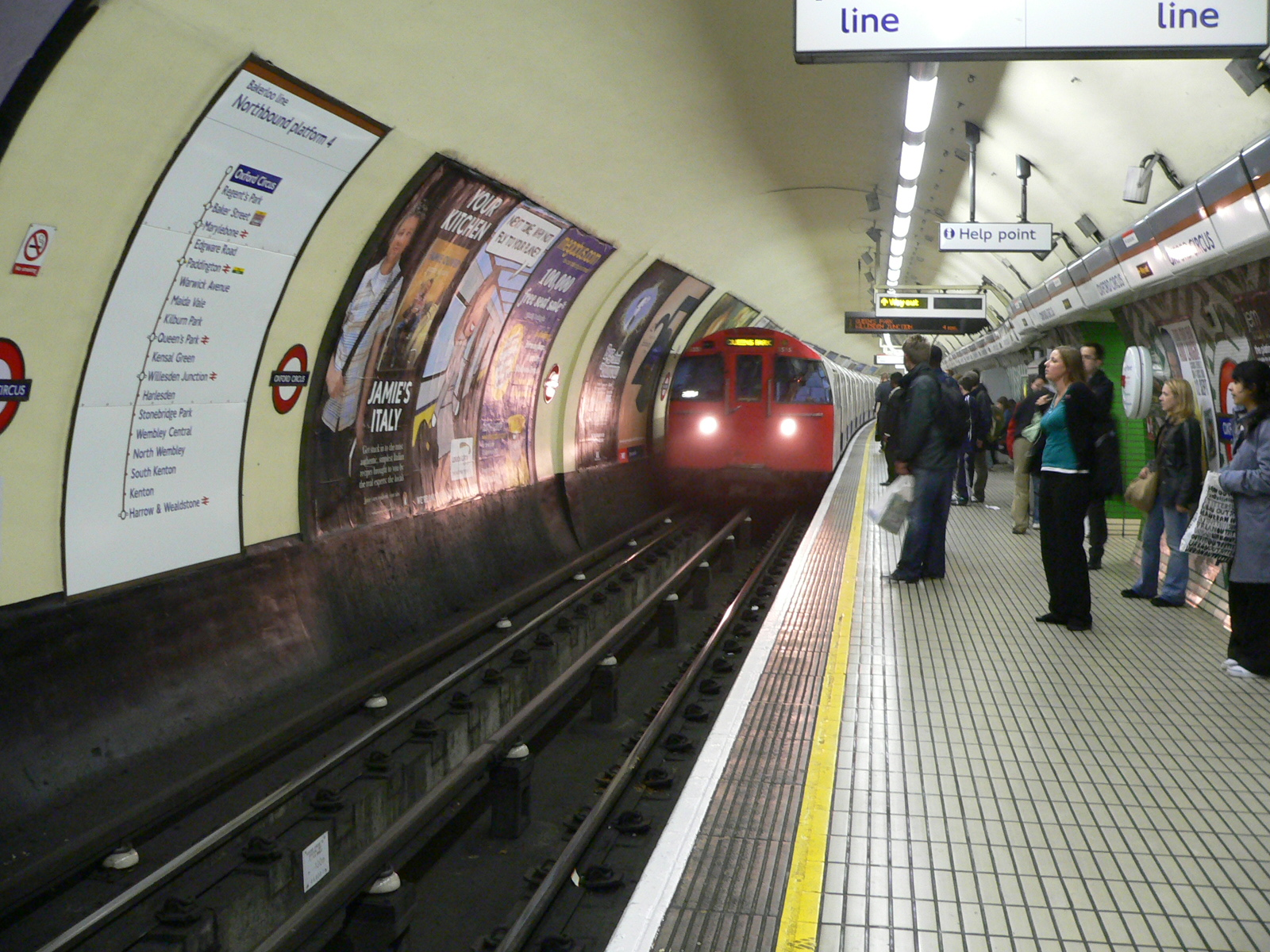
Bahnsteig der Bakerloo Line

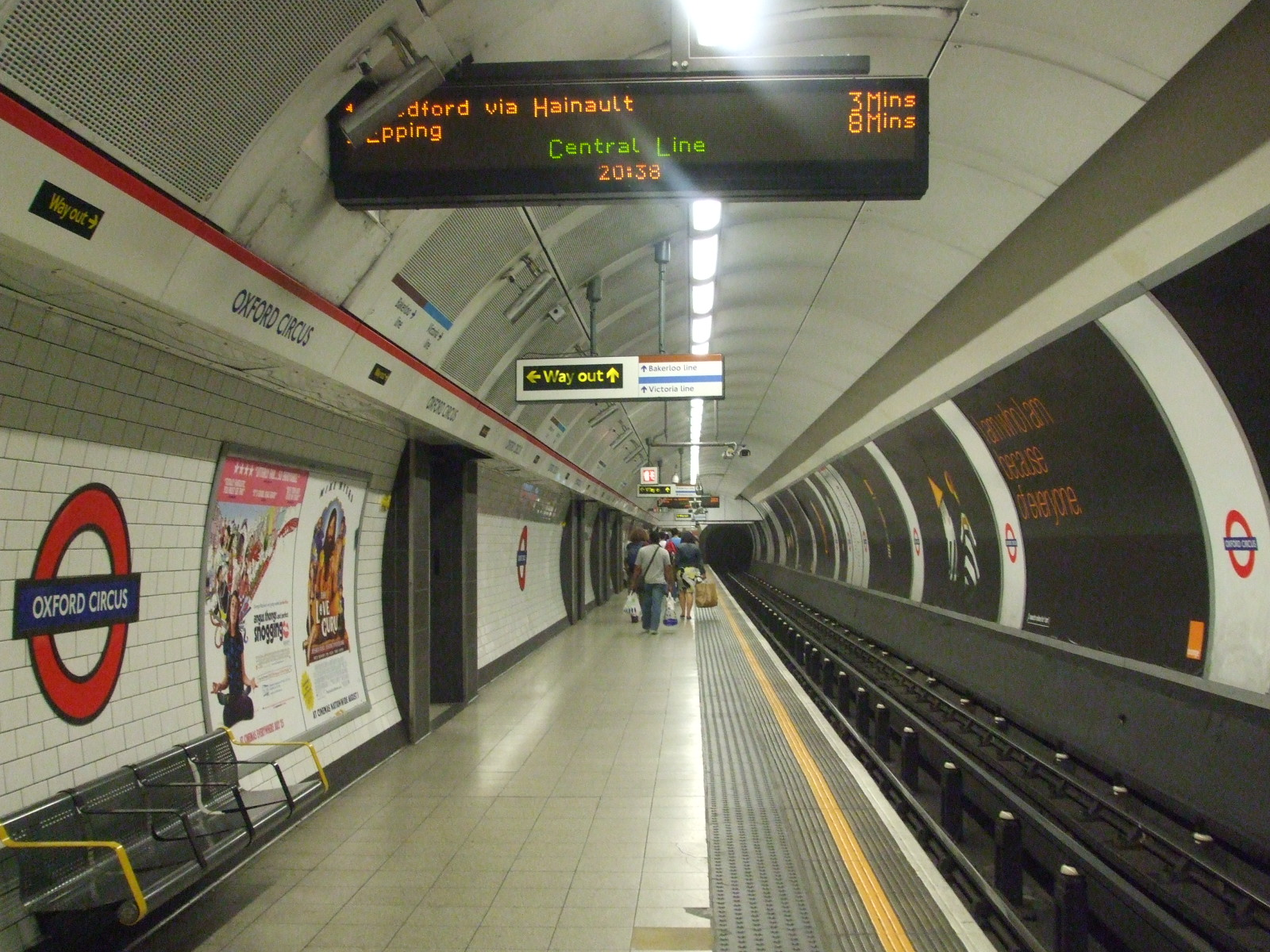
Bahnsteig der Central Line in Richtung Westen

Oxford Circus ist eine unterirdische Station der London Underground in der City of Westminster. Sie liegt in der Travelcard-Tarifzone 1, an der Kreuzung von Oxford Street und Regent Street. In der Station kreuzen sich drei Linien auf unterschiedlichen Ebenen: die Central Line, die Bakerloo Line und die Victoria Line. Im Jahr 2014 nutzten 98,51 Millionen Fahrgäste die Station; sie war damit die Station mit den meisten Fahrgästen.

## Geschichte
Die Station wurde am 30. Juli 1900 durch die Central London Railway (CLR), die Vorgängergesellschaft der Central Line, eröffnet. Am 10. März 1906 folgte die Baker Street and Waterloo Railway (BS&WR), die heutige Bakerloo Line. Beide Gesellschaften bauten separate Stationsgebäude und Aufzugschächte. Die heute noch bestehenden Gebäude befinden sich auf beiden Seiten der Argyll Street, diese Straße liegt unmittelbar südöstlich der Kreuzung und mündet in die Oxford Street.
Fast von Anfang an erwiesen sich Kapazitätsengpässe als ständiges Problem, da die Oxford Street schon damals eine sehr beliebte Einkaufsstraße war. Nach langwierigen Verhandlungen zwischen beiden Gesellschaften begann 1912 der Umbau. Im Kellergeschoss des Bakerloo-Gebäudes entstand eine neue Schalterhalle für beide Linien, Rolltreppen ersetzten die Aufzüge zu den Bahnsteigen. Der Zugang zur Central Line erfolgte über bestehende Fußgängertunnels. Am 9. Mai 1914 konnten die neuen Anlagen in Betrieb genommen werden. Aufgrund ständig steigender Fahrgastzahlen genügte aber auch dieser Umbau nicht. 1923 erhielt auch das Central-Gebäude Rolltreppen und wurde zu einem reinen Ausgang umfunktioniert. Am 2. Oktober 1928 nahm eine dritte Rolltreppe zur Bakerloo Line ihren Betrieb auf. 1942 baute man einen neuen Aufzugsschacht zum Stationsgebäude der Central Line.
Die Victoria Line nahm ihren Betrieb am 7. März 1969 auf. Um die zusätzlichen Fahrgastströme aufnehmen zu können, hatte man direkt unterhalb der Kreuzung eine neue Schalterhalle gebaut. Zur Erleichterung der Bauarbeiten leitete man von August 1963 bis April 1968 den Straßenverkehr über eine als „Regenschirm“ bezeichnete, brückenähnliche Konstruktion. Der Bau der Bahnsteige der Victoria Line, der neuen Aufzugsschächte und des Verbindungstunnels zu den Bahnsteigen der Central Line erfolgte von einem Zugangsstollen aus, der am nahe gelegenen Cavendish Square begann. Der Tunnel der Victoria Line kam direkt neben demjenigen der Bakerloo Line zu liegen, so dass heute auf demselben Bahnsteig umgestiegen werden kann. Mit der Inbetriebnahme neuer Rolltreppen konnten die letzten Aufzüge entfernt werden.
Am 23. November 1984 brach in der Station ein Feuer aus. Verursacht wurde es vermutlich durch eine weggeworfene Zigarette, die durch einen Lüftungsschacht in einen Materialraum gefallen war und daraufhin Lumpen und Farbverdünner entzündete. Die Fahrgäste konnten rechtzeitig evakuiert werden. Es gab keine Toten zu beklagen, doch 14 Personen erlitten Rauchvergiftungen. Als Folge des Unfalls gilt seit Februar 1985 auf dem ganzen Underground-Netz ein totales Rauchverbot.

## Anlage
Die konkurrierenden Gesellschaften CLR und BS&WR waren in den Anfangsjahren darauf bedacht, keine direkte Verbindung zu den Bahnsteigen der jeweils anderen Gesellschaft zu errichten. Diese Haltung manifestiert sich auch in der Errichtung zweier unterschiedlicher Stationsgebäude beidseits der Argyll Street.
Das Gebäude der CLR entstand, wie die übrigen entlang dieser Strecke, nach Plänen des Architekten Harry Bell Measures. Es war zunächst eingeschossig und wurde 1908 unter der Leitung von Delissa Joseph um vier Geschosse aufgestockt. Joseph ließ sich dabei von der flämischen Renaissance inspirieren. Das Bauwerk, das in den ersten Jahren die Direktion der CLR beherbergte, besteht aus gelbbraunen und rötlichen Ziegeln sowie einem Dach aus Schiefer. Auffallend sind die manieristischen Verzierungen. Seit 2011 steht das Gebäude unter Denkmalschutz (Grade II).
Für das Stationsgebäude der BS&WR war der Architekt Leslie Green verantwortlich. Er verwendete dabei den standardisierten „Hausstil“ der Holdinggesellschaft Underground Electric Railways Company of London (UERL): Ein struktureller Stahlrahmen, blutrote glasierte Terrakotta-Ziegel und große halbrunde Fenster im Obergeschoss. Eine Kartusche über dem Eckfries enthält das Logo der UERL; es handelt sich dabei um das einzige erhalten gebliebene Exemplar. Auch dieses Gebäude ist seit 2011 als Grade II denkmalgeschützt.